# Jan Aantjes
Jan Aantjes (Bleskensgraaf, 5 augustus 1920 – De Bilt, 1 april 2015) was een Nederlands politicus voor de Anti-Revolutionaire Partij (ARP) en oud-burgemeester van Bussum.
Tijdens de oorlogsjaren kwam Jan Aantjes te werken voor de voedseldistributie in Gouda. Voor de inzet tijdens de Tweede Wereldoorlog ontving hij het Verzetsherdenkingskruis. Na de oorlog werd hij secretaris van de CBTB, waar zijn vader vroeger ook bestuurder van was geweest.
Jan Aantjes was vanaf 1961 burgemeester van de gemeente Brakel in de Bommelerwaard en van 1966 tot 1975 van Oud-Beijerland. Vervolgens was hij van 16 augustus 1975 tot 1 september 1985 burgemeester van Bussum.
Hij had diverse nevenfuncties en was onder meer lid van het dagelijks bestuur van de Raad van Europese Gemeenten.
Zijn vader Klaas Aantjes was wethouder van Bleskensgraaf en burgemeester van Hendrik-Ido-Ambacht. De politicus Willem Aantjes was zijn broer.
Jan Aantjes overleed op 94-jarige leeftijd.
- Nederlandse Thesaurus van Auteursnamen: 073887870
- Virtual International Authority File: 284328149
- WorldCat: E39PBJqBqtGBVKDDdXVRyF8cT3